# Вяземское
Вяземское — деревня в сельском поселении Клементьевское Можайского района Московской области. До реформы 2006 года относилась к Павлищевскому сельскому округу. Численность постоянного населения по Всероссийской переписи 2010 года — 25 человек.
Деревня расположена на северо-востоке района, примерно в 8 км к северо-западу от Можайска, на безымянном правом притоке реки Педня, высота над уровнем моря 188 м. Ближайшие населённые пункты — Прудня на противоположном берегу Педни и Павлищево на юго-востоке.

## Галерея

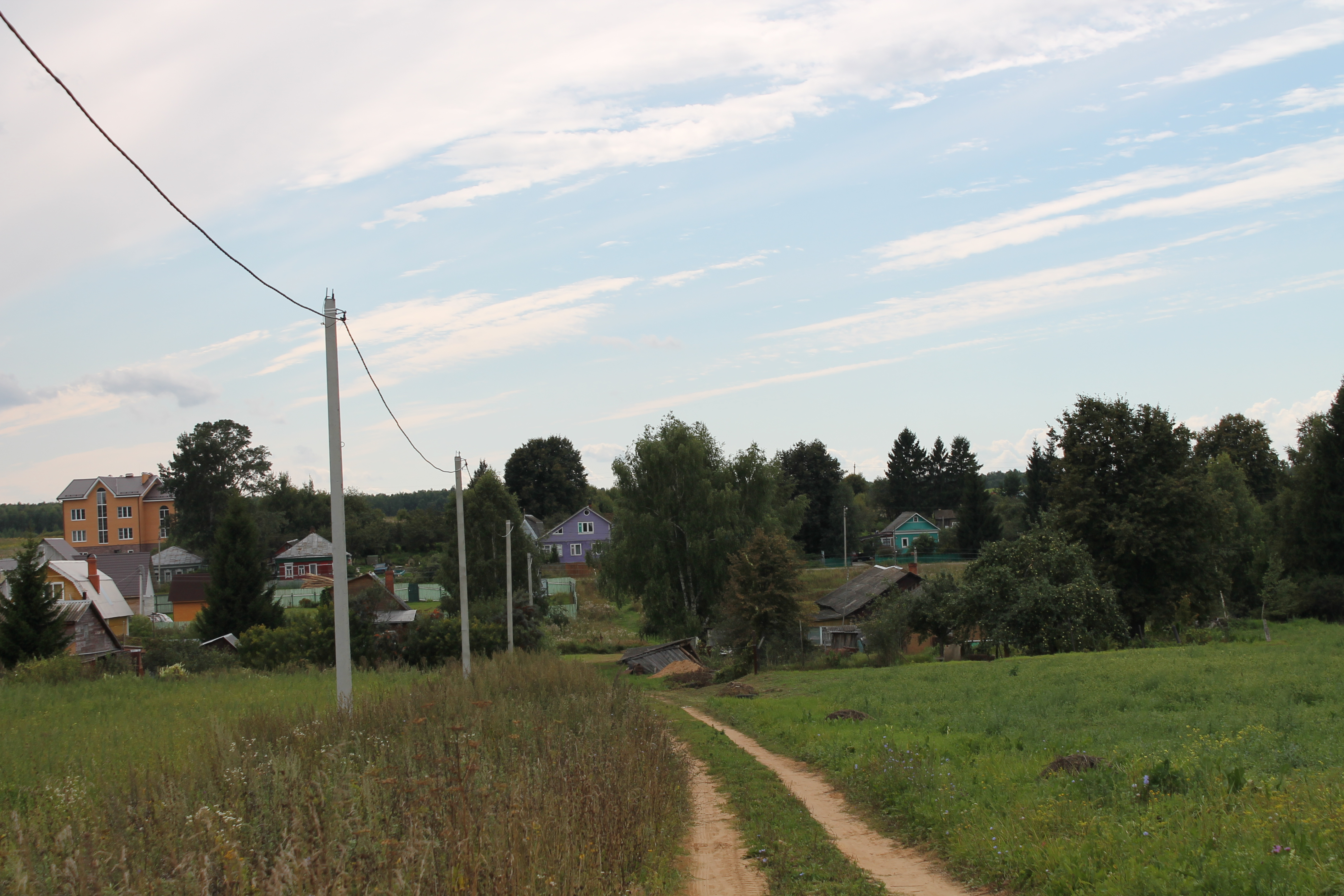
Деревня Вяземское, Можайский район
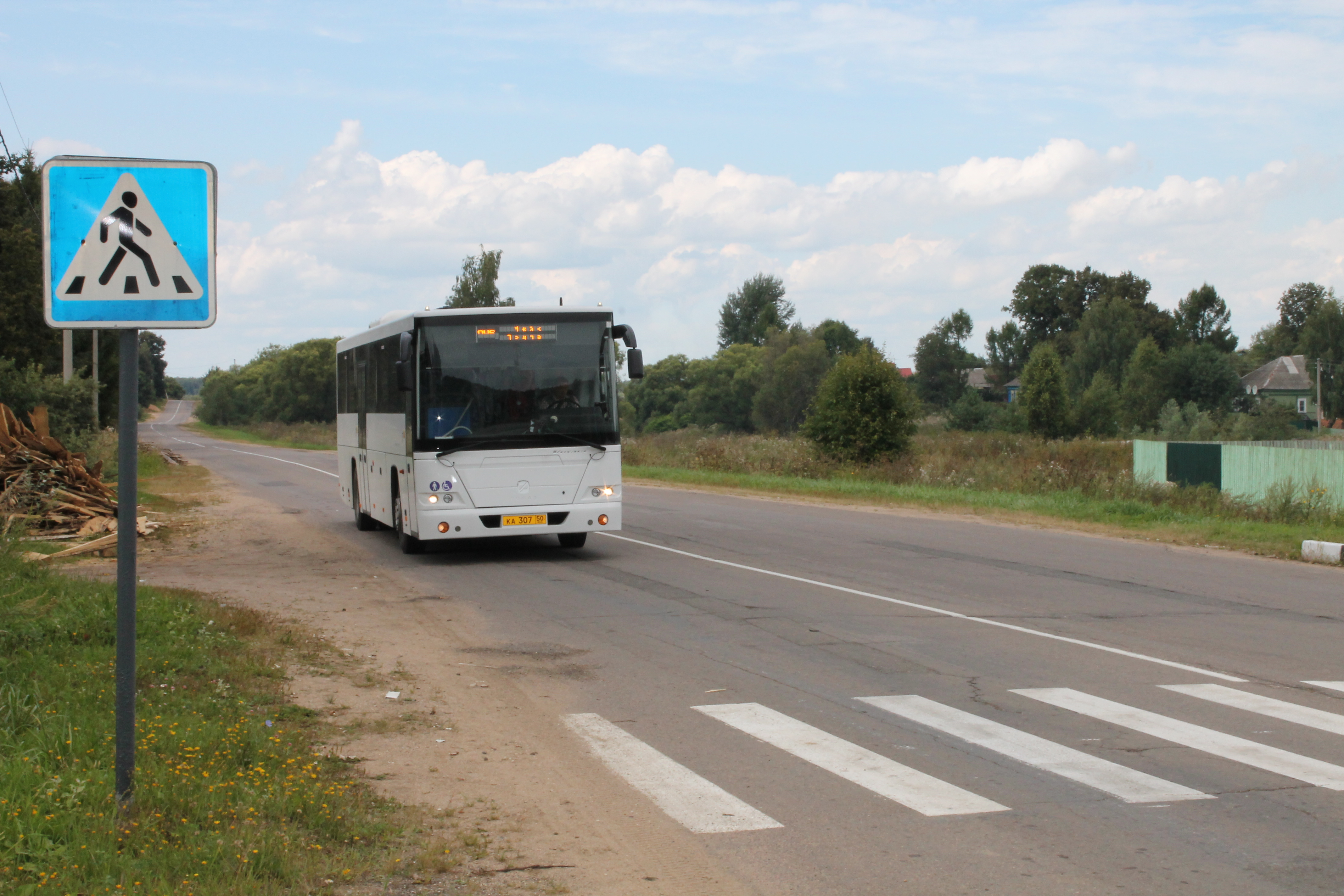
Автобус в деревне Вяземское, Можайский район